# Патон Борис Євгенович
Бори́с Євге́нович Пато́н (14 листопада 1918 (у паспортних даних помилково вказано 27 листопада 1918), Київ, Українська Держава — 19 серпня 2020, Київ, Україна) — інженер та матеріалознавець, фахівець у царині зварювальних процесів, металургії та технології металів, організатор науки, політик та урядовець.
Президент (1962—2020), академік (1958) та член-кореспондент (1951) НАН України / АН України / АН УРСР, академік АН СРСР (1962), доктор технічних наук (1952), професор (1954).
Директор Інституту електрозварювання імені Є. Патона НАН України (1953—2020); генеральний директор Міжгалузевого науково-технічного комплексу «Інститут електрозварювання імені Є. О. Патона» (1986—2020); президент Міжнародної асоціації академій наук (1993—2017); член Ради Національної безпеки України (1992—1994), Ради Національної безпеки і оборони України Ради Національної безпеки України (1997—2005, 2008—2010), Ради з питань науки та науково-технічної політики при Президентові України (1996—2009), Державної комісії з питань реформування, розвитку Збройних сил України, інших військових формувань, озброєння та військової техніки (2003—2005); голова Комітету з Державних премій України в галузі науки і техніки (1969—2020; до 1992 — Комітет з Державних премій Української РСР); перший заступник голови Національної ради з питань науки, інновацій та сталого розвитку України (2009—2010); входив до складу Адміністративного комітету Національної ради України з питань розвитку науки і технологій (2017—2020), очолював Раду президентів академій наук України (1995—2020).
Перший, кого було удостоєно найвищого ступеня відзнаки незалежної України — звання «Герой України» (26 листопада 1998); заслужений діяч науки і техніки України (1968); кавалер орденів Свободи (2012), князя Ярослава Мудрого I, II, IV, V ступенів (2008, 2018, 2003, 1997) та ордена «За заслуги» I ступеня (2013), двічі Герой Соціалістичної Праці (1969, 1978); лауреат Державних премій України у галузі науки і техніки (1970, 2004), Міжнародної премії «Глобальна енергія» (2010); нагороджений Золотою медаллю імені В. Вернадського НАН України (2004).
Депутат Верховної Ради УРСР 5–11 скликань та Верховної Ради СРСР 6–11-го скликань, народний депутат СРСР (1989—1991), член Президії Верховної Ради УРСР 6–9 скликань, заступник голови Ради Союзу Верховної Ради СРСР; член ЦК КПУ (1960—1991), кандидат у члени (1961—1966) та член (1966—1991) ЦК КПРС.
Син Євгена Патона, молодший брат Володимира Патона, батько Євгенії Патон.

## Життєпис
Народився 14 листопада 1918 року в Києві в родині відомого вченого Євгена Оскаровича Патона (1870—1953), пізніше директора та засновника Інституту електрозварювання, та Наталії Вікторівни Патон (до шлюбу Наталія Будде, 1884—1971), домогосподарки. Мав старшого за нього на рік брата Володимира.
1941 року закінчив Київський політехнічний інститут за фахом інженер-електрик.
У 1945 році захистив кандидатську дисертацію на тему «Аналіз роботи зварювальних головок і засобів їх живлення при зварюванні під флюсом», у 1952 році — докторську дисертацію на тему «Дослідження умов стійкого горіння зварювальної дуги та її регулювання». Член КПРС з 1952 року.
У 1941—1942 роках — інженер електротехнічної лабораторії, завод «Червоне Сормово» (місто Горький), у 1942—1945 — молодший науковий співробітник, у 1945 — старший науковий співробітник, у 1945—1950 — завідувач відділу, у 1950—1953 — заступник директора з наукової роботи, у 1953—2020 — директор Інституту електрозварювання ім. Є. О. Патона АН УРСР.
У 1986—1994 роках — голова Міжвідомчої наукової ради з проблем науково-технічного і соціально-економічного прогнозування при Президії АН УРСР і Держплані УРСР (з 1992 — при Мінекономіки України).
Член Президії АН СРСР (1963—1991). 1963—1991 — член Президії Комітету з Ленінської і Державної премій СРСР в галузі науки і техніки; 1989—1991 — голова Комітету з міжнародної Ленінської премій миру. Член-кореспондент АН УРСР (1951). Академік АН СРСР (1962; з 1992 — РАН), іноземний член Болгарської АН (1969), Чехословацької АН (1973), Академії наук і мистецтв Боснії та Герцеговини (1975), АН НДР (1980), Шведської королівської академії інженерних наук (1986), Індійської НАН (1994), Національної АН Республіки Вірменія (1994), АН Білорусі (1995), АН Казахстану (1995), АН Грузії (1996), Національної АН Таджикистану (2001), Національної АН Киргизької Республіки (2004), Академії Європи (1991), Міжнародної АН освіти, індустрії і мистецтва (США, 1997), Міжнародної академії астронавтики (США, 1997), член Міжнародної інженерної академії (1991), Американського зварювального товариства (1978), Міжнародного товариства з матеріалознавства (1994); почесний член, президент Української асоціації Римського клубу (1990); почесний доктор Московського державного університету (2005); Почесний член міжнародної організації «Інститут інженерів з електротехніки та електроніки» (ІЕЕЕ) (2020).
Працював головним редактором журналів «Автоматическая сварка», «Техническая диагностика и неразрушающий контроль», «Современная электрометаллургия», «Вісник Національної академії наук України». 1992—1995 — голова Комітету з Державних премій України в галузі науки і техніки. У період 1992—1994 та з серпня 1997 по лютий 2005 року — член Ради національної безпеки України. Квітень — жовтень 1992 року — член Колегії з питань науково-технічної політики Верховної Ради України.
27 листопада 2018 року з нагоди 100-річчя Патона українська пошта випустила в обіг марку «100 років Борису Патону».
У березні 2020 року стало відомо, що Борис Патон не подав свою кандидатуру на вибори Президента Національної академії наук України, які мали відбутися 16 квітня (через ситуацію з коронавірусом перенесені на пізніший строк), і залишає цю посаду.
У своєму останньому інтерв'ю в липні 2020 року Патон зізнався, що бачить своїм наступником на посаді президента НАНУ Анатолія Загороднього, тому голосуватиме за нього. На виборах 7 жовтня 2020 року переміг саме Загородній, ставши новим президентом НАНУ.
Помер 19 серпня 2020 року у віці 101 року в Києві, де й народився. Був похований 22 серпня в одній могилі з батьками на Байковому кладовищі (центральна алея, ділянка № 1).

## Наукова і адміністративна діяльність
Автор понад 1000 публікацій, зокрема 20 монографій; понад 400 винаходів.
Наукові дослідження присвячені процесам автоматичного і напівавтоматичного зварювання під флюсом, розробці теоретичних основ створення автоматів і напівавтоматів для електродугового зварювання і зварювальних джерел живлення; умовам тривалого горіння дуги та її регулювання; проблемам керування зварювальними процесами, створення нових перспективних конструкцій і функціональних матеріалів майбутнього. Під його керівництвом створений принципово новий спосіб зварювання — електрошлаковий. Патон очолив дослідження із впровадження зварювальних джерел теплоти для підвищення якості металу, що виплавляється, на основі чого заснована нова галузь металургії — спецелектрометалургія (електрошлаковий, плазмово-дуговий та електронно-променевий переплави). Уперше почав і активізував дослідження в галузі використання зварювання і споріднених технологій у космосі, створення космічних конструкцій; визнаний лідер у цій сфері діяльності. Головний ініціатор створення унікальної технології зварювання живих тканин, що використовується в хірургії.
1942 року приступив до інженерної діяльності в Інституті електрозварювання АН УРСР, евакуйованому з Києва до Нижнього Тагіла (Свердловська область). Взяв участь у розробці і впровадженні в екстремальних умовах воєнного часу технологічної інновації — автоматичного зварювання броні танків, що зробила визначний внесок у перемогу у війні. Розробив електричну схему нових автоматичних зварювальних голівок, що реалізовують явище саморегулювання дуги, яке 1942 року відкрив В. І. Дятлов.
1943 року вніс (разом з Арсенієм Макарою) істотний вклад у прояснення фізичної картини зварювального процесу при зварюванні під флюсом.
У післявоєнні роки активно включився в дослідження процесів металургії зварювання, теплових процесів при нагріванні та плавленні електродного дроту. Дослідження процесу нагріву електрода при автоматичному зварюванні під флюсом стали теоретичною базою для розробки способу і технології зварювання під флюсом тонким електродним дротом (1948). Цей спосіб дістав назву шлангового напівавтоматичного дугового зварювання під флюсом.
У результаті досліджень залежності параметрів зварних швів від напруги на дузі й інших умов механізованого зварювання Патон заклав основи нового наукового напряму — автоматичного регулювання зварювальних процесів дією на дугу і на параметри шва через систему, що їх живить. Були сформульовані принципи автоматичного регулювання процесу зварювання через джерело живлення, розроблені різні типи регуляторів напруги дуги при живленні змінним струмом. Ці розробки поклали початок науково обґрунтованим методикам розрахунку і конструювання трансформаторів для автоматичного зварювання.
Очоливши Інститут електрозварювання АН УРСР, Патон став організатором широкого фронту фундаментальних і цілеспрямованих досліджень, які стали основою для створення і широкого застосування багатьох способів зварювання: напівавтоматичного, у середовищі захисних газів, електрошлакового, мікроплазмового та інших. Сконцентрував зусилля колективу дослідників на поглибленому вивченні природи електрошлакового процесу, на визначенні його стійкості й автоматизації основних режимних параметрів з одночасною розробкою технології застосування цього процесу.
Глибоке вивчення природи електрошлакового переплаву, його фізико-хімічних закономірностей і електротехних характеристик було узагальнене в монографії «Електрошлаковий переплав» (1963), що незабаром була перевидана в США і Великій Британії. Технологічні розробки увінчалися створенням десятків винаходів, втілених у промисловій апаратурі для електрошлакового переплаву. Розробки Інституту електрозварювання АН УРСР запатентовані в розвинених країнах, включаючи США, ФРН, Японію. Провідне положення вітчизняної зварювальної науки і техніки в галузі електрошлакового переплаву широко визнане у світі.
Важливим стратегічним напрямом розвитку зварювальних і електрометалургійних технологій Патон вважає розробку принципово нових автоматизованих систем керування процесами зварювання, установками й механізованими лініями з використанням комп'ютерної і мікропроцесорної техніки, створення зварювальних роботів. Велику увагу приділяв вивченню металургії зварювання, удосконаленню металевих матеріалів, тих, що існують, і створенню нових.
Очоливши 1962 року АН УРСР, Патон розумів, що вона потребує істотної реорганізації. Від 1930-х років частка прикладних досліджень в академічній науці безперервно зростала. Разом із тим академічна наука саме за рахунок прикладних досліджень довела своє значення для розвитку економіки країни. Програма реформ в АН УРСР, яку розпочав Патон, засновувалася на тому, що головний ресурс академічної науки полягає у фундаментальних дослідженнях. Тому інститути з великою часткою прикладних розробок повинні були різко підняти рівень фундаментальних досліджень. Це стосувалося й рідного Інституту електрозварювання АН УРСР, який на той час уже мав високий рейтинг у країні. Цей процес фундаменталізації наукового пошуку в академічних установах, де прикладна тематика домінувала, і став основою розвитку АН УРСР на два десятиліття.
За ініціативою Патона на початку 1960-х років в АН УРСР почала формуватися власна приладобудівна база для дослідних цілей, а потім — і для дрібносерійного виробництва, що дало змогу частково компенсувати зменшення імпорту устаткування в результаті різкого зростання цін на наукову техніку на світовому ринку в 1970-х роках.

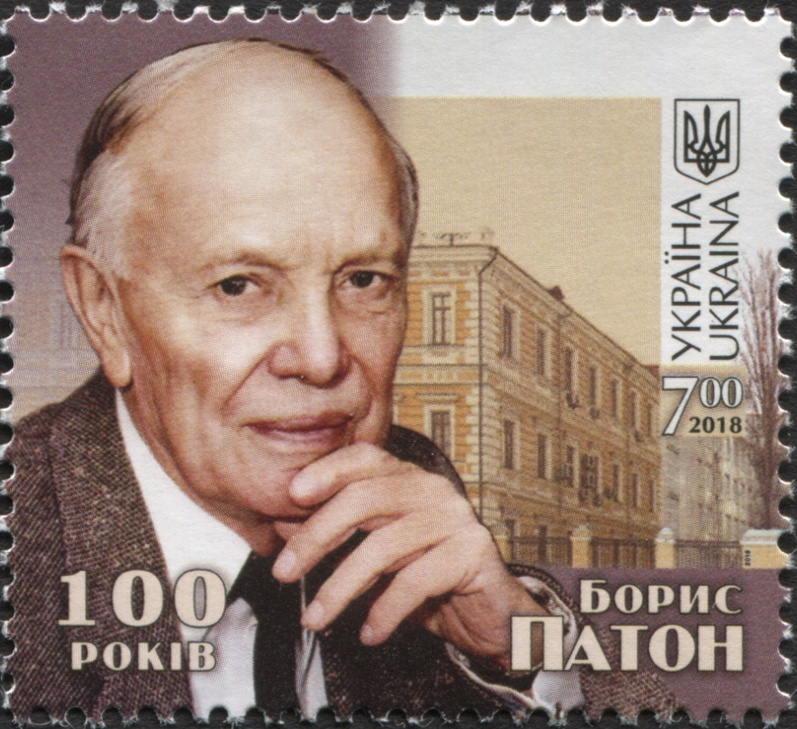
Марка «Борис Патон. 100 років», 2018

Борис Патон — автор ідеї та один з розробників методу електрозварювання м'яких тканин. За розробку та освоєння методу колектив авторів у 2004 році було відзначено Державною премією в галузі науки і техніки.

## Вислови Бориса Патона
|  | Україна є чи не єдиною в світі великою країною, де протягом останніх 30 років відбулося скорочення ресурсів наукової системи до рівня слаборозвинених країн, хоча на початку дев’яностих років і за чисельністю дослідників, і за рівнем наукоємності ВВП вона входила до кола найбільш розвинених європейських країн, у тому числі була одним із визнаних світових лідерів серед космічних держав. Потрібно, щоб наші політики чітко розуміли, що в сучасному конкурентному світі жодна країна не здатна домогтися успіхів у соціально-економічному розвитку, зберегти свій статус провідної космічної держави, якщо науковців-дослідників у ній стає набагато менше, ніж держслужбовців, працівників правоохоронних органів, служителів релігійний культів, якщо на підтримку вітчизняної науки вкладаються кошти, обсяг яких (за рівнем наукоємності ВВП) на порядок менший, ніж середньосвітовий показник. На жаль, тенденція до скорочення ресурсів вітчизняної науки і ганебного витіснення її на узбіччя державних пріоритетів продовжується дотепер. |

|  | Намагання кожної влади вирішити проблеми подальшого розвитку України без науки, сучасних технологій та інновацій, лише за допомогою ринкової лібералізації економічного життя, повальної приватизації, іноземних запозичень та інших ринкових і монетарних засобів виявилося помилковим і недієздатним. Жоден з урядів не зміг забезпечити реальний перехід на інноваційну модель розвитку країни, чим посилював економічне відставання країни, її детехнологізацію та деіндустріалізацію, поглиблював економічну нерівність населення, посилював недовіру народу до влади і знижував спроможність країни до відвертання й ліквідації внутрішніх та зовнішніх загроз національній безпеці. |

|  | Україні після багатьох років економічної стагнації та соціального занепаду знов буде потрібна сильна власна наука, свої талановиті вчені, інженери, висококваліфіковані фахівці, які неодноразово доводили свою здатність продукувати і впроваджувати у всі сфери життя нові знання, технології, виробничі та управлінські новації. В сучасному світі ці джерела економічного зростання і соціального поступу за своєю ефективністю, як відомо, набагато випереджають будь-які інші. Вони визначають і могутність країни, і благополуччя її народу, і повагу до неї в світі. |

|  | Після пандемії Україна, як, напевно, і весь світ, зміниться. Вона змужніє, а ми правильніше зрозуміємо і оцінимо загрози і свої можливості, на які дотепер не звертали уваги. Будемо точніше сприймати і більш зріло осмислювати наші переваги в світі та способи просування країни шляхом прогресу. Ми більш раціонально і з вигодою для всього народу почнемо використовувати своє національне багатство: щедрі природні ресурси, благодатну родючу землю і особливо талановитий людський капітал. Ми більш впевнено зможемо дивитись у майбутнє України, бачити її дійсно процвітаючою і шанованою у світі. |

## Вислови про Бориса Патона
|                 | Хоч як це несподівано для вас звучатиме, але Україна досі має першорядну за європейськими мірками науку. Це першою чергою стосується природничих і технічних дисциплін. Але цей статус збережено не завдяки державі, а завдяки ентузіазмові та героїзмові наших учених. Думаю, пам’ятник колись поставлять професору Патону — людині консервативній, але вольовій і порядній. Саме він свого часу не дав розкрасти комплекс Академії наук у 1990-ті роки. |
| — Максим Стріха | |

|                      | Це, безумовно, вчений зі світовим ім’ям. Свою першу наукову роботу він опублікував у 1948 р., а всього у нього близько 1000 наукових публікацій, більш як 400 патентів. Він керував Інститутом електрозварювання (ви тільки вдумайтеся!) 67 років, 58 років очолював Академію. Це була людина з дуже високими моральними ідеалами. Він був на диво уважним до людей, обов’язковим при виконанні своїх обіцянок, ніколи нічого не забував і вирізнявся глибокою людяністю, що, відверто кажучи, досить рідко трапляється не лише в нашому суспільстві, а й у будь-якій спільноті |
| — Володимир Горбулін | |

|              | У моєму пантеоні визначних особистостей найвищого калібру, з ким я мав щастя спілкуватися і працювати, Борис Патон як людина і як видатний керівник науки стоїть поруч із такими постатями, як генетик Джеймс Уотсон чи фінансист Джордж Сорос. Патону як людині не пощастило... Він не мав ресурсів, аби дати Академії змагатися із Заходом на рівних. Це було заздалегідь неспортивне змагання, тому Патон, попри все його визнання колегами й суспільством, є для мене трагічною і печальною фігурою в історії, генієм менеджменту, якому доля довірила занадто маленьку гру. Маючи чимало прямого спілкування з президентами міжнародних та національних академій і генеральними директорами великих компаній, як-от німецький Bayer, американський Pfizer чи японська Denka, можу стверджувати, що жоден із цих керівників навіть близько не мав того професійного калібру менеджера, який мав Патон. |
| — Юрій Глеба | |

## Особисте життя
- Дружина — Ольга Борисівна (1921—2013), науковиця, провідна інженерка Інституту механіки НАН України.
- Дочка Євгенія (1956—2009) — член-кореспондентка НАН України, завідувачка лабораторії Інституту клітинної біології та генетичної інженерії НАН України.

Володів англійською та німецькою мовами. Захоплювався спортом.

## Нагороди

### Україна
- Відзнака Президента України «Герой України» з врученням ордена Держави (26 листопада 1998) — за самовіддане служіння науці, визначні досягнення в галузі зварювання та спеціальної електрометалургії, що сприяли визнанню й утвердженню авторитету вітчизняної науки в світі[25]
- Орден Свободи (21 січня 2012) — за значний особистий внесок у соціально-економічний, науково-технічний, культурно-освітній розвиток незалежної Української держави, вагомі трудові досягнення, багаторічну сумлінну працю[26]
- Орден князя Ярослава Мудрого I ст. (27 листопада 2008) — за багаторічне невтомне служіння вітчизняній науці, визначний особистий внесок у зміцнення наукового та економічного потенціалу України[27]
- Орден князя Ярослава Мудрого II ст. (7 грудня 2018) — за вагомий особистий внесок у розвиток вітчизняної науки, зміцнення науково-технічного потенціалу Української держави, багаторічну плідну працю та з нагоди 100-річчя від заснування Національної академії наук України[28]
- Орден князя Ярослава Мудрого IV ст. (26 листопада 2003) — за визначні особисті заслуги у розвитку вітчизняної науки, зміцнення науково-технічного потенціалу та з нагоди 85-річчя Національної академії наук України[29]
- Орден князя Ярослава Мудрого V ст. (13 травня 1997) — за видатні особисті заслуги перед Українською державою у розвитку науки, утвердження авторитету національної академічної школи в світі[30]
- Орден «За заслуги» I ст. (27 листопада 2013) — за визначні особисті заслуги у зміцненні науково-технічного потенціалу Української держави, багаторічне самовіддане служіння вітчизняній науці[31]
- Почесна відзнака Президента України (25 листопада 1993) — за виняткові заслуги у розвитку вітчизняної науки, зміцнення її міжнародного авторитету, розбудові Академії наук України, створенні сучасної національної школи з електрозварювання[32]
- Відзнака Президента України — ювілейна медаль «25 років незалежності України» (19 серпня 2016) — За значні особисті заслуги у становленні незалежної України, утвердженні її суверенітету та зміцненні міжнародного авторитету, вагомий внесок у державне будівництво, соціально-економічний, культурно-освітній розвиток, активну громадсько-політичну діяльність, сумлінне та бездоганне служіння Українському народу[33]

### Міжнародні та іноземні[34]
- Золота медаль Арістотеля (UNESCO Aristotle Gold Medal) (ЮНЕСКО, 2018)[35] — за незмінну відданість цінностям ЮНЕСКО та сприяння миру й толерантності за допомогою науки
- Орден Дружби народів (Білорусь, 28 листопада 2008) — за великий внесок у створення Міжнародної асоціації академій наук, розширення науково-технічного співробітництва між Україною та Республікою Білорусь[36]
- Орден «За заслуги перед Вітчизною» І ст. (Росія, 26 листопада 2008) — за видатний внесок у розвиток світової науки, зміцнення наукових та культурних зв'язків між державами — учасниками Співдружності Незалежних держав
- Орден Пошани (РФ, 19 січня 2004)
- Орден Честі (Грузія, 23 жовтня 2003) — за великий особистий внесок у розвиток металургії і технології металів, проведення важливих досліджень в області космічних конструкцій і створення у місті Тбілісі заводу електрозварювальної апаратури, підготовку грузинських науково-технічних кадрів за програмами міжнародних стандартів, поглиблення наукових, культурних і громадських зв'язків між Грузією та Україною, плідну науково-винахідницьку і педагогічну діяльність
- Орден Франциска Скорини (Білорусь, 28 листопада 2003) — за великий особистий внесок у розвиток науки і техніки, розширення науково-технічного співробітництва між Україною та Республікою Білорусь[37]
- Орден «За заслуги перед Вітчизною» ІІ ст. (Росія, 27 листопада 1998) — за видатний внесок у розвиток науки
- Золота медаль ім. Володимира Шухова Союзу інженерних і науково-технічних товариств Росії (РФ, 1994)
- Золота медаль ім. Л. Лозанна Асоціації металургів Італії (Італія, 1972)
- Золота медаль Всесвітньої організації інтелектуальної власності
- Срібна медаль ім. Ейнштейна ЮНЕСКО

### Радянські[34]
- Почесне звання Герой Соціалістичної Праці (СРСР, 1969)
- Почесне звання Герой Соціалістичної Праці (СРСР, 1978)
- Орден Дружби народів (СРСР, 24 листопада 1988) — за великий внесок у розвиток вітчизняної науки і активну громадсько-політичну діяльність
- Орден Жовтневої революції (СРСР, 26 квітня 1984) — за великі заслуги у розвитку науки, техніки і технології в області зварювання і спеціальної електрометалургії
- Орден Леніна (СРСР, 27 квітня 1967) — за досягнуті успіхи в розвитку радянської науки та впровадженні наукових досягнень у народне господарство
- Золота медаль «Серп і Молот» (СРСР, 1969)
- Орден Леніна і друга Золота медаль «Серп і Молот» (СРСР, 24 листопада 1978) — за видатні заслуги в розвитку радянської науки і в зв'язку з шістдесятиріччям
- Орден Трудового Червоного Прапора (СРСР, 1943)
- Медаль «За доблесну працю у Великій Вітчизняній війні 1941—1945 рр.» (СРСР, 1945)

На честь Бориса Патона як двічі Героя Соціалістичної Праці, відповідно до радянських законів, було встановлено прижиттєве погруддя на батьківщині — в місті Києві. Б. Є. Патон — єдиний киянин, увічнений у такий спосіб.

## Праці
- Экспериментальное исследование процесса автоматической сварки под слоем флюса. К., 1944 (у співавт.)
- Сварочные головки и питание их током. К., 1947
- Исследование условий устойчивого горения сварочной дуги и ее регулирования. К., 1951
- Достижения и задачи в области механизации сварочных процессов в нашей промышленности. К., 1952
- Шланговая полуавтоматическая сварка под флюсом. К.–М., 1952 (у співавт.)
- Элементы расчета цепей и аппаратов переменного тока для дуговой сварки. К., 1953 (у співавт.)
- Современная сварочная техника. К.–М., 1957
- Электрическая выплавка высоколегированной стали и сплавов в водоохлаждаемом кристаллизаторе М., 1957 (у співавт.)
- Сварочная техника за рубежом. М., 1958 (у співавт.)
- Электрошлаковая сварка. М., 1960
- Электрооборудование для дуговой и шлаковой сварки. М., 1966 (у співавт.)
- Controlling metal transfer in arc welding with a consumable electrode. Moscow, 1966 (у співавт.)
- Programme controlled pulsating are welding with a consumable electrode. Moscow, 1966 (у співавт.)
- Электрооборудование для контактной сварки: Элементы теории. М., 1969 (у співавт.)
- Новые достижения сварочной техники в нефтяной и газовой промышленности. М., 1970
- Электрошлаковое литье. Обзор. М., 1974 (у співавт.)
- Электрошлаковые печи. К., 1976 (у співавт.)
- Электрошлаковая технология. К., 1976 (у співавт.)
- Промышленные роботы для сварки. К., 1977 (у співавт.)
- Микроплазменная сварка. К., 1979 (у співавт.)
- Управление НИОКР: исследования, разработки, внедрение. М., 1979 (у співавт.)
- Электрошлаковая сварка и наплавка. М., 1980 (у співавт.)
- Электрошлаковое литье. К., 1980 (у співавт.) (2-ге видання — 1981)
- Электрошлаковый металл. К., 1981 (у співавт.)
- Электрошлаковое кокильное литье. К., 1982 (у співавт.)
- Роль науки в развитии научно-технического прогресса: Стеногр. лекции. К., 1983
- Огонь сшивает металл. М., 1983 (у співавт.) (2-е видання — 1988)
- Наука Советской Украины: тенденции и перспективы. К., 1984
- Наука. Техника. Прогресс. М., 1987
- Электронно-лучевая сварка. К., 1987
- Словарь-справочник по сварке и склеиванию пластмасс. К., 1988 (ред.)
- Сто раз отмерить… : [О пробл. экологии]. М., 1989
- Welding in space and related technologies. Cambridge, 1997
- Сварка и родственные технологии в космосе: Особенности и перспективы. К., 1998 (у співавт.)
- Космос: Технологии, материаловедение, конструкции. К., 2000
- Электронно-лучевая плавка титана. К., 2006 (у співавт.)
- Избранные труды. К., 2008
- Великий ученый: к 100-летию Н. Н. Боголюбова. Дубна, 2009

## Погляди

### Лист із засудженням поведінкиАндрія Сахарова[38]
У 1973 році став одним із підписантів так званого «листа академіків» (40 членів Академії наук СРСР) у якому засуджувалася поведінка академіка А. Д. Сахарова, який
|  | відійшов від активної наукової діяльності та виступив з низкою заяв, що ганьблять державний лад, зовнішню і внутрішню політику Радянського Союзу... Ми висловлюємо своє обурення заявами академіка А.Д.Сахарова і рішуче засуджуємо його діяльність, яка ганьбить честь і гідність радянського вченого |

### Лист на підтримку політики Віктора Януковича
3 серпня 2011 року було оприлюднено так званий «Лист української інтелігенції на підтримку політики Президента України Віктора Януковича» одним з підписантів якого був і Борис Патон; повний текст листа опублікували, зокрема, УНН та Українська правда. У відповідь на цей лист Янукович заявив, що він дуже вдячний за підтримку української інтелігенції та що лист допоміг йому відчути надійне плече інтелігентних соратників. Українська громадськість різко осудила підтримку інтелігенції антиукраїнського президента Януковича назвавши лист «уклоном інтелігенції перед Януковичем у найгірших традиціях „совка“», а експерти назвали лист «повернення до радянських традицій і виправдання для репресій». При цьому зі слів одного з підписантів, Сергія Квіта, відомо, що підписанти лист не писали і фізично не підписували, з його змістом були ознайомлені в загальних рисах по телефону і погодилися дати дозволи використати свої імена на вимогу діючої влади.

### Ставлення до декомунізації в Україні
У 2019 році телеканал Інтер випустив документальний телефільм «Борис Патон. Людина майбутнього», де на питання журналіста про те, як Патон ставиться до «переписування історії й перейменування вулиць у межах законів про декомунізацію», відповів що він «ставиться повністю негативно» до цього, що це неприпустимо, що «це дійсно Велика вітчизняна війна».

### Ставлення довійни на Сході України
| | Академія бере активну участь у підтримці бійців, які беруть участь в АТО, і допомоги їм. Я, наприклад, особисто звернувся до членів Академії з проханням про перерахування ними їхніх особистих коштів на лікування та реабілітацію поранених учасників АТО. На сьогодні загальна сума, вже перерахована членами Академії склала близько 1,3 млн. грн. ... Що стосується вирішення конфлікту і встановлення громадянського миру в Україні, то хочу сказати, що тут ми маємо справу зі складними, глобальними світовими процесами. Навряд чи ця задача має ефективне локальне рішення. Україна завжди відстоювала позицію мирного врегулювання ситуації на Донбасі і приклала максимум зусиль для того, щоб не допустити ескалації протистояння. Тому рішення конфлікту знаходиться, перш за все, в політичній сфері. Україна і Росія повинні знайти спільну лінію виходу з цієї ситуації і позначити основні шляхи подальшого відновлення двосторонніх відносин на ґрунті взаєморозуміння. Необхідно знайти точки дотику інтересів та об’єднати зусилля в пошуку взаємоприйнятних рішень |
| — Борис Патон: Ніколи не припускав, що Росія здатна настільки жорстоко і несправедливо вчинити стосовно України, Сьогодні, 30 грудня 2014 | |

### Ставлення доанексії Криму
| | Анексію Криму я сприйняв з болем і як громадянин, і як вчений, адже наша країна позбулася однією з найважливіших частин своїй території. У той же час постраждала і наша Академія, оскільки в Криму є цілий ряд важливих академічних організацій, які плідно працювали. Як і багато наших громадян, ніколи не припускав, що Росія здатна настільки жорстоко і несправедливо вчинити стосовно України. Упевнений, що подібні питання слід вирішувати виключно в рамках демократичних процедур і суворого дотримання правових норм. Згідно з українським законодавством і міжнародним правом Крим є невід’ємною частиною України. Це визначає і позицію Академії щодо наших наукових установ, розташованих у Криму |
| — Борис Патон: Ніколи не припускав, що Росія здатна настільки жорстоко і несправедливо вчинити стосовно України, Сьогодні, 30 грудня 2014 | |

## Вшанування пам'яті
- із 1982 р. поряд із будівлею Національного науково-природничого музею НАН України стоїть бронзове погруддя Б. Патона (скульптор О. П. Скобліков, архітектор І. М. Сєдак та О. І. Сєдак);
- у 2020 р. НАН України заснувала Золоту медаль імені Б. Патона (буде присуджуватися за видатні досягнення у створенні інноваційних науково-технічних розробок, які знайшли широке практичне використання)[49]
- 2021 року з ініціативи членів НАН України засновано Благодійний фонд імені Бориса Патона (для фінансування заходів, спрямованих на увічнення пам’яті видатних вчених, зокрема встановлення меморіальних дошок, пам’ятників, створення музеїв, заснування премій, відзнак, проведення наукових заходів тощо)[50]
- 2021 року Верховна Рада України перейменувала Державну премію України в галузі науки і техніки у "Національну премію України імені Бориса Патона"[51]
- 2021 року на фасаді будівлі Президії НАН України (Київ, вул. Володимирська, 54) встановлено меморіальну дошку на честь Б. Патона[52]
- 21 листопада 2021 року з нагоди 103-ї річниці від дня народження Бориса Патона в КПІ ім. Ігоря Сікорського відкрили пам’ятник на його честь.[53]
- Також 21 листопада 2021 року відкрито барельєф Борису Патону на будинку, де він народився й проживав.

### Вулиці
- У місті Хмельницький вулицю Академіка Збарського перейменували на вулицю Бориса Патона.
- У місті Кам'янське вулицю Гастелло перейменовано на вулицю Бориса Патона.
- У місті Ізюм вулицю Архангельську перейменували на вулицю Бориса Патона.
- У місті Костопіль вулицю Курчатова перейменували на вулицю Бориса Патона.
- У місті Костянтинівка вулицю Бутилочну перейменували на вулицю Бориса Патона.
- У місті Слов'янськ вулицю Рибалка перейменували на вулицю Бориса Патона.

## Відеоматеріали
- Фільм телеканалу Інтер «Борис Патон. Человек будущего» (2019) на YouTube
- Відеоматеріал YouTube про Бориса Патона